# Luis Carrasco
Luis Andrés Carrasco (* 2. Oktober 1963 in Mérida) ist ein mexikanischer Skeletonfahrer.
Luis Carrasco begann seine internationale Karriere als Teilnehmer bei den Skeleton-Weltmeisterschaften 1995 in Lillehammer, wo er 41. wurde, ein Jahr später in Calgary belegte er Platz 44. Es folgte in Lake Placid der erste Einsatz im Skeleton-Weltcup, bei dem Carrasco 28. wurde. Ein Jahr später konnte er sich bei der Skeleton-Weltmeisterschaft 1997 in Lake Placid um noch einen Rang auf Platz 27 verbessern. Wieder ein Jahr später belegte der Mexikaner in Calgary mit Platz 22 sein bestes Weltcup-Resultat. Seit 2000 trat Carrasco vor allem im neu geschaffenen Skeleton-America’s-Cup an und erreichte zunächst meist mittlere Ergebnisse um den 15. Rang. 2001 nahm er zum vierten und letzten Mal an einer Weltmeisterschaft teil und fuhr auf Platz 32. Vorletztes Großereignis und zugleich Karrierehöhepunkt wurde die Teilnahme am Skeleton-Wettkampf bei den Olympischen Winterspielen 2002 in Salt Lake City, wo Skeleton erstmals seit 1948 wieder im Rahmen der Spiele ausgetragen wurde. Carrasco fuhr auf den 25. Platz. Letztes Großereignis wurden die Skeleton-Nordamerikameisterschaften 2003 in Park City, wo er als bester Mexikaner und damit als bester Nicht-US-Amerikaner oder Kanadier 15. wurde. Seitdem trat er nur noch in America’s-Cup- und Skeleton-Europacup-Rennen an. Die bislang letzten Rennen bestritt er Ende 2008.